# Vysočina
 Vysočina region  (tjekkisk:  Kraj Vysočina ) er en administrativ region i Tjekkiet beliggende i den østlige del af det centrale Bøhmen og delvis i den sydvestlige del af det historiske Mähren. Regionens administrationscenter er Jihlava. Regionen har en udstrækning på mellem 34 og 97 km i nord-sydlig retning og op til 107 km i øst-vestlig retning.

## Distrikter
Regionen består af fem distrikter
| Statistiske oplysninger 2005 | Statistiske oplysninger 2005 | Statistiske oplysninger 2005 | Statistiske oplysninger 2005 | Statistiske oplysninger 2005 |
| ---------------------------- | ---------------------------- | ---------------------------- | ---------------------------- | ---------------------------- |
|                              |                              |                              |                              |                              |
| Distrikt                     | Areal i km²                  | Indbyggere                   | Gennemsnits- alder           | Kommuner                     |
| Havlíčkův Brod               | 1.265                        | 94.778                       | 39,1                         | 120                          |
| Jihlava                      | 1.180                        | 108.404                      | 38,8                         | 121                          |
| Pelhřimov                    | 1.290                        | 72.219                       | 39,7                         | 120                          |
| Třebíč                       | 1.518                        | 116.415                      | 38,3                         | 173                          |
| Žďár nad Sázavou             | 1.672                        | 118.216                      | 37,9                         | 195                          |

- Andel af bruttonationalproduktet (2006): 4,2 %,
- Arbejdsløshed (2006): 7,1 %

## Større byer
| By                       | Indbyggere |
| ------------------------ | ---------- |
| Jihlava                  | 50.859     |
| Třebíč                   | 38.654     |
| Havlíčkův Brod           | 24.296     |
| Žďár nad Sázavou         | 23.841     |
| Pelhřimov                | 16.462     |
| Velké Meziříčí           | 11.776     |
| Humpolec                 | 10.941     |
| Nové Město na Moravě     | 10.478     |
| Chotěboř                 | 9.914      |
| Bystřice nad Pernštejnem | 8.879      |
| Mæhriske Budějovice      | 7.934      |
| Světlá nad Sázavou       | 6.965      |
| Třešť                    | 5.927      |
| Ledeč nad Sázavou        | 5.881      |
| Telč                     | 5.751      |
| Náměšť nad Oslavou       | 5.142      |
| Pacov                    | 5.103      |
| Polná                    | 5.061      |